# Carex bucharica
Carex bucharica är en halvgräsart som beskrevs av Georg Kükenthal. Carex bucharica ingår i släktet starrar, och familjen halvgräs. Inga underarter finns listade i Catalogue of Life.